# 田丸りさ
田丸 りさ（たまる りさ、1999年6月11日 - ）は、日本のグラビアアイドル、ラウンドガール、女優。東京都出身。プラチナムプロダクション所属。ニックネームは、りさまる、たまるん。

## 経歴
2022年11月、プラチナムプロダクション主催のオーディション「シブスタ2022」で「FLASH賞」を受賞。
2023年9月6日、RIZINのラウンドガールである「RIZINガール2023」に応募総数500名以上の中から選出される。
2024年8月、「ミスヤングアニマル2024」で「審査員特別賞」を受賞。
2024年12月31日、RIZINガール2024を卒業。
2025年4月、Krushのラウンドガールである「Krushガールズ」に選出される。

## 出演

### テレビドラマ
- 肝臓を奪われた妻 第2話（2024年4月10日、日本テレビ） - 弘子の友人 役
- くすぶり女とすん止め女 第2話（2023年、テレビ東京） - 受付 役

### ラウンドガール
- RIZINガール[注 1]（2023年 - 2024年）
- Krush GIRLS[注 2]（2025年 - ）

### ウェブ配信
- うまみちゃんねる（ニコニコ生放送）[6]
- チャンスの時間（ABEMA）
- 罵倒村（Netflix）
- 神様のいたずら（Youtube KDDI×テレビ東京）
- 交わらない線が重なる時（Drama Box）
- サレ妻の怒涛復讐（Top short）
- うまみちゃんねる（ニコニコ生放送）

## 雑誌
- 週刊プレイボーイ
- ヤングマガジン
- ヤングアニマル
- 東京カレンダー「美女たちの決断」（web）
- モーターファン別冊 総括シリーズ